# Faramontanos de Tábara
Faramontanos de Tábara ist ein nordwestspanischer Ort und eine Gemeinde (municipio) mit nur noch 340 Einwohnern (Stand: 2024) im Süden der Provinz Zamora in der Autonomen Gemeinschaft Kastilien-León.

## Lage und Klima
Faramontanos de Tábara liegt am westlichen Rand der Kastilischen Hochebene (Meseta Iberica) in einer Höhe von ca. 715 m. Die Provinzhauptstadt Zamora ist gut 42 Kilometer (Fahrtstrecke) in südsüdöstlicher Richtung entfernt. Im Osten begrenzt der Esla die Gemeinde. Das gemäßigte Kontinentalklima wird nur selten vom Atlantik beeinflusst; Regen (539 mm/Jahr) fällt vorwiegend im Winterhalbjahr.

## Bevölkerungsentwicklung
| Jahr      | 1970 | 1981 | 1991 | 2001 | 2011 | 2021 |
| Einwohner | 870  | 683  | 581  | 499  | 409  | 332  |

## Sehenswürdigkeiten
- Martinskirche (Iglesia de San Martín)
- Christuskapelle
- Marienkapelle